# Hrabstwo Gilpin

Piramida wieku hrabstwa

Hrabstwo Gilpin (ang. Gilpin County) to hrabstwo w stanie Kolorado w Stanach Zjednoczonych. Hrabstwo zajmuje powierzchnię 389,15 km². Według szacunków United States Census Bureau w roku 2006 liczyło 5 042 mieszkańców. Siedzibą administracyjną hrabstwa jest Central City.

## Miasta
- Black Hawk
- Central City
- Rollinsville (CDP)